# Дедвейт

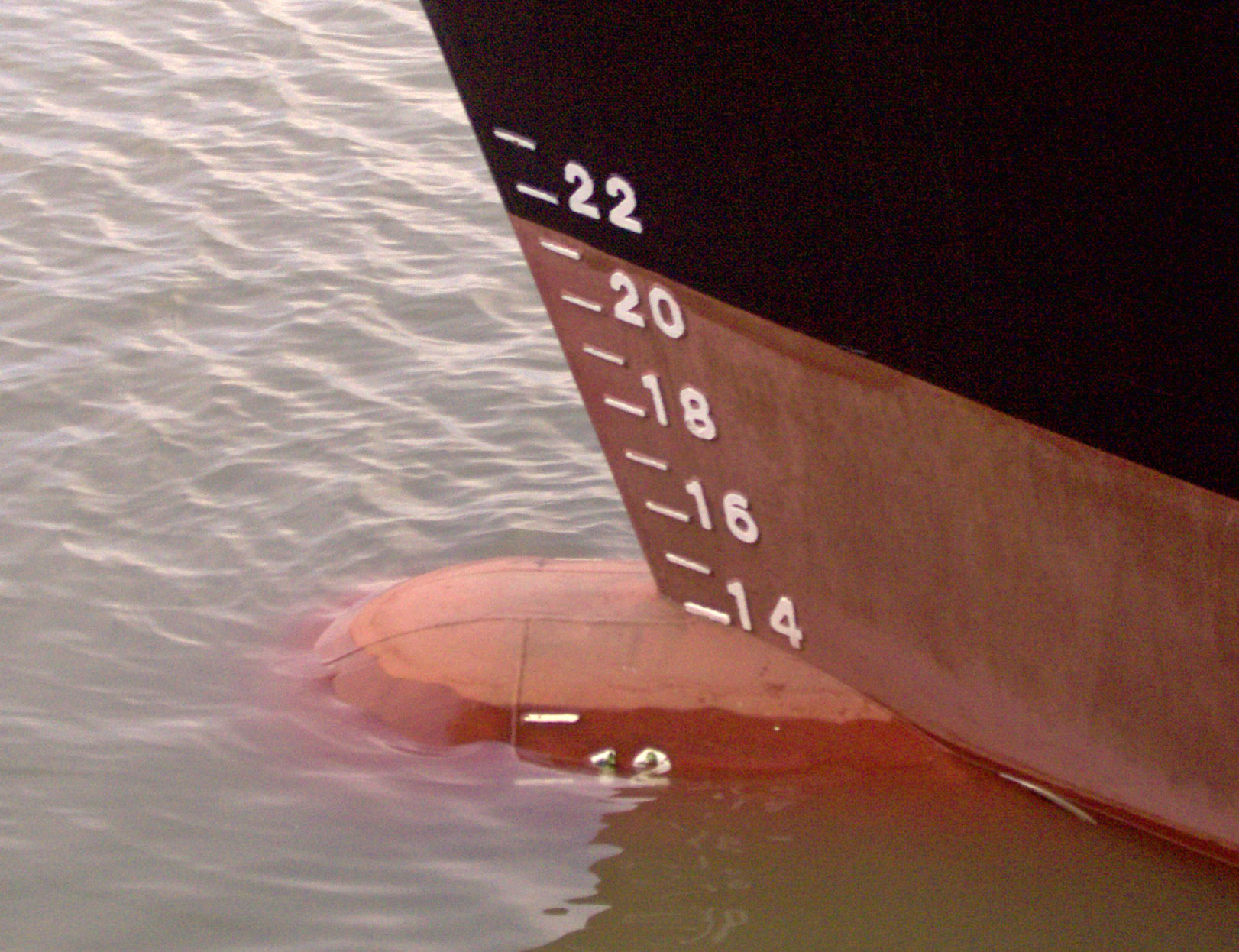
Шкала для измерения осадки судна во время его загрузки

Дедвейт (англ. deadweight) — предельная величина, равная сумме масс переменных грузов судна, измеряемая в тоннах, то есть сумма массы полезного груза, перевозимого судном, массы топлива, масла, технической и питьевой воды, массы пассажиров с багажом, экипажа и продовольствия.
Дедвейт представляет собой разность между полным и порожним водоизмещением.
В коммерческом судоходстве различают чистую грузоподъёмность (англ. deadweight cargo capacity, сокр. DWCC) и полный или валовый дедвейт судна (англ. deadweight all tonnage, сокр. DWAT). Первая представляет собой максимальную массу груза, которую может принять судно до максимальной осадки по грузовую марку. Эта величина может варьироваться в зависимости от фактической загрузки судна топливом и припасами, а также от планируемых районов судоходства. Полный же или валовый дедвейт является константой и включает в себя, кроме полной массы груза, также суммарную массу членов судовой команды, съёмного оборудования и судовых запасов (топлива, пресной воды, провианта и так далее).
Термин «дедвейт» применяется только для торговых судов, причём исключительно для грузовых. Дедвейт при осадке по грузовую марку является показателем грузовместимости грузового судна и его основной эксплуатационной характеристикой.